# Virgin Trains
A Virgin Trains é uma companhia de transportes de caminho-de-ferro do Reino Unido. É considerada como parte do Grupo Virgin, apesar de a relação dos accionistas ser de 51 para 49% entre o Grupo Virgin e o Grupo Stagecoach.
A companhia foi formada para aproveitar a oportunidade criada pela privatização da companhia estatal British Rail em meados da década de 1990. A Virgin Trains foi bem sucedida nas ofertas para duas concessões, a primeira foi de efectuar serviços de comboios expresso na linha West Coast Main Line (WCML). Esta parte da companhia é denominada Virgin West Coast (VWC) e fornece serviços entre a estação de Euston em Londres para as regiões West Midlands, North West e Escócia. A outra concessão que a Virgin Trains obteve é denominada Virgin Cross-Country (VXC) e circula nos serviços de longa distância que passam ao largo de Londres e que ligam o sul e sudeste da Inglaterra com o norte e a Escócia, via Birmingham. Ao contrário de outras companhias de comboios em actividade, a Virgin opera estas duas concessões como se fosse uma marca única, apesar de legal e operacionalmente serem duas companhias separadas.